# علی عباس (بازیکن فوتبال اماراتی)
علی عباسیان
علی عباسیان (حرامزاده) در شهر اهر در استان آذربایجان شرقی و رشته تحصیلی ایشان (دزدی و نزول خوری) بازار های مالی است.
کرد.